# アラン人
アラン人（アラン族、Alans）は、紀元後に北カフカスから黒海北岸地方を支配した遊牧騎馬民族。イラン系遊牧民族であるサルマタイを構成する部族のひとつ、ないしいくつかの総称。アラニ(Alani)，アラウニ(Alauni)，ハラニ(Halani)ともいう。

## 概説
紀元後1世紀後半、文献記録においてアオルシ（アオルソイ）の名が消え、それに代わってアランという名の遊牧民が登場するようになる。このアランをサルマタイの一部と考える研究者が多く、中国史書の『後漢書』西域伝「奄蔡国、改名して阿蘭聊国」や、『魏略』西戎伝「奄蔡国、一名を阿蘭という」といった記述から、「奄蔡」をアオルシに、「阿蘭」をアランに比定することがある。考古学的には、黒海北岸における2世紀から4世紀の「後期サルマタイ文化」を、アランの文化と見なす見方もある。
アランは紀元後にカスピ海沿岸から北カフカスを経て、黒海北岸のドン川流域に至る広大な地域を支配した。しかし、4世紀の半ばになって東の中央アジア方面から侵攻してきたフンの襲撃に遭い、潰滅的打撃を受け、フンの一部となって西の東西ゴート族侵攻に加わった。これが民族大移動の引き金となる。
その後、アランの一部はパンノニアを経て民族移動期にドナウ川流域から北イタリアに侵入し、一部はガリアに入植した。さらにその一部はローマ人によってバルバロイを統治するためにブリテン島へ派遣された。また、他の一部はイベリア半島を通過して北アフリカにまで到達した。

## 歴史

### 起源
4世紀後半のローマの歴史家であるアンミアヌス・マルケリヌスは「アランは以前マッサゲタエと呼ばれていた」と記す。また、18世紀フランスの歴史家ジョセフ・ド・ギーニュは「アランはもとトランスオクシアナの北方に住んでいたが、紀元前40年頃から西方に移転し始めた」と説いた。

### 中国による記録
中国の記録によると、奄蔡という国がある時期から阿蘭国ないし阿蘭聊国と改名し、康居という遊牧国家に属したり属さなかったりしていた。習俗からみて遊牧民であることがわかる。

### パルティアへ侵入
36年、ローマ帝国シリア属州総督ルキウス・ウィテッリウスの手先に扇動されてアラン（アラニ）はコーカサス山脈の峠を通過し、イベリア（ヒベリア）人の妨害を受けることもなく、パルティア領内に集結した。
72年頃、アラン（アラニ）は自領であるマイオティス湖（アゾフ海）周辺から進軍し、当時独立していたヒルカニアの王と同盟を結び、コーカサス山脈の「鉄の門」経由で南下し、メディア・アトロパテネに入った。パルティア王ボロガセス1世が弟のパコルスをメディア・アトロパテネ王に封じていたが、僻地に追いやっていたので、アランは不在中のパコルスの婦人部屋を襲った。アランは進軍を続け、西進してアルメニア王ティリダテスを破り、投げ縄で捕えようとしたが、戦利品を大量に与えられたので満足して東に向きを変えた。
136年頃、アラン（アラニ）はイベリア（ヒベリア）のファラスマネスに説得されて東北からアルバニアとメディア・アトロパテネに侵入し、アルメニアとカッパドキアにまで進んだ。ムシハ・ズハの記述によれば、アラン軍がゴルディエネに侵入したので、アディアベネの総督ラフバフトと将軍アルシャクはボロガセス3世がクテシフォンで徴兵した歩兵2万を率いてアラン軍に立ち向かった。パルティア軍はキゾという名の首領の計略にかかり、谷に閉じ込められた。ラフバフトの働きによりパルティア軍は脱出することができたが、ラフバフト自身は戦死してしまう。パルティア軍はやむなく退却し、メソポタミアへの道はアラン軍に明け渡された。しかし、ちょうどアラン本国が他の部族によって侵入を受けたので、アラン軍はその対応のため東方へ戻っていった。

### フンの来襲
350年頃、カスピ海北岸から黒海にかけて住んでいたアランに東方からフンと呼ばれる騎馬遊牧民が襲いかかった。フン族はアランを取り込んで勢力を大きくし、375年頃、バランベルという首長に率いられ、黒海北岸にいた東ゴート族に侵入した。東ゴート族は敗れて一部は西方に移動し、一部はフンの配下に組み込まれた。376年、アランと東ゴートを組み込んだフンの一団は現在のルーマニア付近にいた西ゴート族に迫った。西ゴート族の大部分はドナウ川を渡河してローマ帝国に助けを求めた。

### カフカースに残ったアラン
フンとともにヨーロッパへ移住したアランとは別に北カフカースに残ったアランもいた。クバン川とテレク川の河間地帯や山中へと移動した。6～7世紀には北カフカースに本拠を置き、しばしばサーサーン朝の同盟者としてその名がみえる。7～8世紀にはテュルク系のハザールやブルガールと戦火を交え、その後もカフカース山中に残存した。8～9世紀に封建関係の萌芽が生まれ、10～12世紀には国家の形態をとるまでになった。10世紀にキリスト教が受容されたが、それは支配階級にとどまり、一般民衆の間には古来の多神教的な要素が根強く残ったという。オセット人やカバルダ人など今日のカフカース諸民族は自らの民族形成にアランが果たした役割を強調しており、とくに北オセチア、南オセチアは国名に「アラニヤ(Алания)」という語を付している。

## 習俗

### 生活
4世紀後半のローマの軍人である歴史家アンミアヌス・マルケリヌスはアランの習俗について以下のように記している。
また、彼らの容貌についても以下のように記している。

### 軍事
アンミアヌス・マルケリヌスの記述によれば、アランは戦闘における最も壮麗な戦利品として、殺害した敵兵の頭皮を剥いで軍馬に飾るという。
考古学の調査によれば、アランは他のサルマタイ部族同様、長槍・長剣・馬鎧がかなり普及し、重装騎兵のような様相であったと推測される。